# Freddy Loix
 (octobre 2022).
Freddy Loix, né le 10 novembre 1970 à Tongres, Limbourg, est un pilote de rallye belge.

## Biographie

### Débuts
C’est en 1989 en karting que Freddy Loix commence sa carrière en sport automobile. Après avoir décroché un titre régional ainsi que plusieurs places d’honneur nationales, il décide de se tourner vers le rallye.
Il commence sa carrière en 1990 en Lancia Delta, avant de rouler deux ans sur Mitsubishi Galant VR-4 de chez Guy Colsoul. En 1993, il est approché par le cigarettier Marlboro pour rouler trois ans au volant d'une Opel Astra GSi en championnat de Belgique et en championnat du monde. Il enchaîne les victoires les années suivantes et remporte un titre de champion du monde F2 (deux roues motrices) lors du Rally San Remo.

### Championnat du monde des rallyes

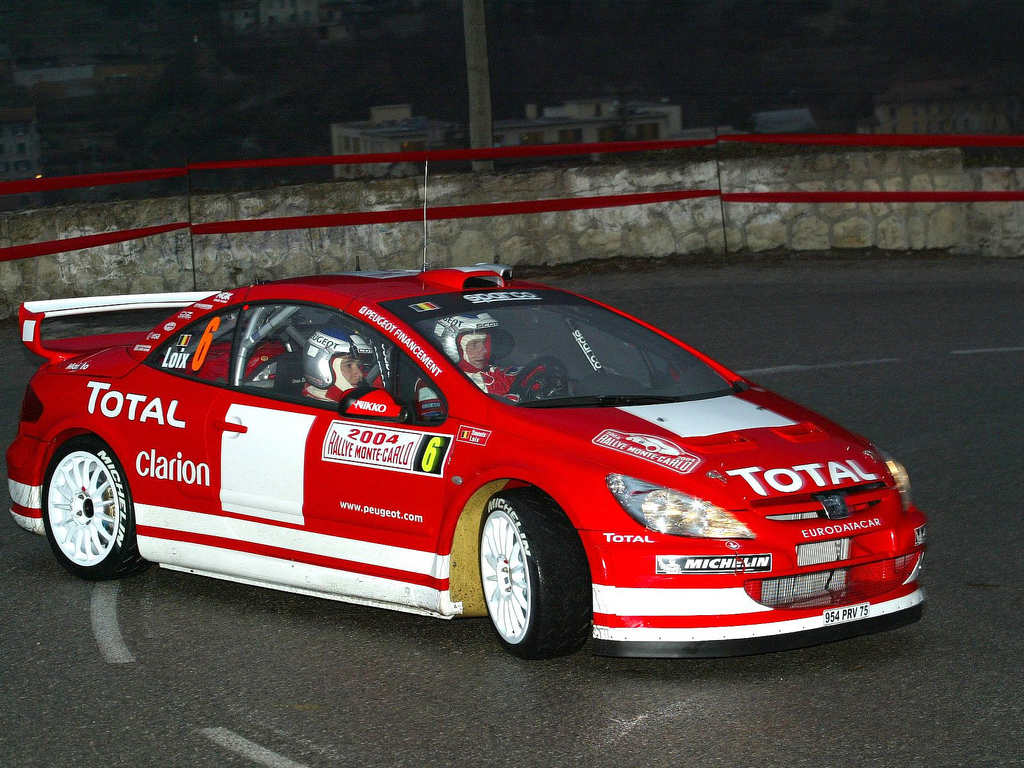
Freddy Loix à Monte-Carlo, en 2004

À partir de 1996, il rejoint les rangs de Toyota pour 3 ans, soutenu par l'importateur belge de Toyota et Marlboro. Disputant partiellement le championnat du monde, en plus de quelques manches du championnat de Belgique, il terminera sur le podium du rallye du Portugal en 1996, 1997, 1998 et du rallye de Catalogne en 1998, roulant au volant d'une Celica GT-Four, puis d'une Corolla WRC. En 1999 il rejoint l'équipe officielle Mitsubishi, au sein de laquelle il passera 3 saisons en demi-teinte, n'obtenant pour meilleurs résultats que quelque 4e places alors que son équipier Tommi Mäkinen remporte un titre mondial et plusieurs victoires dans la même période. En 2002, il passe chez Hyundai où son meilleur résultat sera une 6e place. Il passera moins de 2 saisons dans cette équipe, à la suite du retrait du constructeur avant la fin de 2003. Entre la fin 2003 et 2004, il roule pour Peugeot avec comme meilleur résultat une 5e place sur 6 manches du championnat du monde. Il quitte le championnat du monde à la fin de cette année. Son copilote fut Sven Smeets (en) de 1995 à 2004.

### Intercontinental Rally Challenge

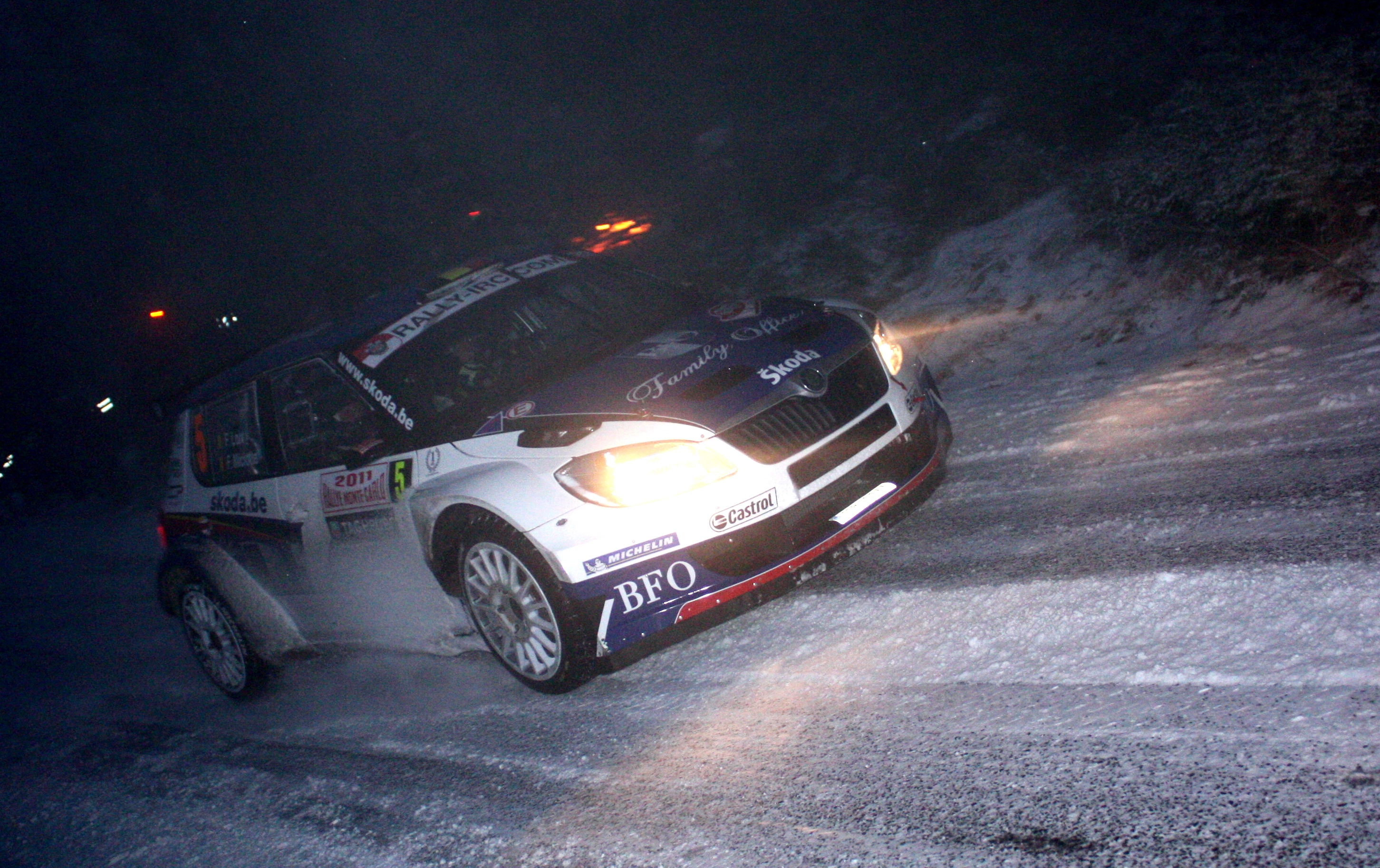
Freddy Loix au Rallye Monte-Carlo 2011.

À partir de 2006, Freddy Loix court en Intercontinental Rally Challenge (IRC). Au volant d'une VW Polo S2000 (1 victoire au TAC Rally), d'une Fiat Abarth Grande Punto S2000 et d'une Peugeot 207 S2000 (avec Peugeot Sport Belgium), il termine vice-champion IRC 2008 sur la Peugeot 207 S2000 de l'équipe Kronos Racing.
Pendant les années 2010 et 2011, pour un programme mixte IRC et Belgique, Freddy Loix, associé principalement à Frederic Miclotte s'aligne au volant d'une Skoda Fabia S2000 obtenant sept victoires (six avec Miclotte et une avec Moreels Evelyn) ainsi que quatre secondes places et trois 3e places,.

### Championnat de Belgique
Freddy Loix compte de nombreux succès en Belgique, ayant d ailleurs remporté quatre fois le titre national. Il a remporté 11 fois (record) le rallye d'Ypres entre 1996 et 2016. Au volant d'une Peugeot 206 WRC, il a remporté le rallye du Condroz 2003, le rallye de l'Eifel 2004 (Allemagne), et le rallye van Haspengouw 2005.
Il a également régulièrement participé au Legend Boucles de Spa. En 2008 il termine 83e au volant d'une Opel Kadett GT/E, en 2009 il termine 9e sur la même voiture, en 2010 il termine 4e sur Fiat Rithmo Abarth 125TC, en 2011 et 2012 il abandonne sur Skoda 130RS/130 LR, et en 2014 il termine 76e sur Opel Monza 3.0 E.
Il est le premier pilote à piloter une Volkswagen Polo S2000 en Europe, à l'occasion du rallye du Condroz 2006, conduisant la voiture ouvreuse. Pour l'occasion, son copilote est BuysmanS Robin.
En 2016, Freddy Loix annonce qu'il met un terme à sa carrière de pilote professionnel, après 27 années de compétition.

## Pilote Skoda

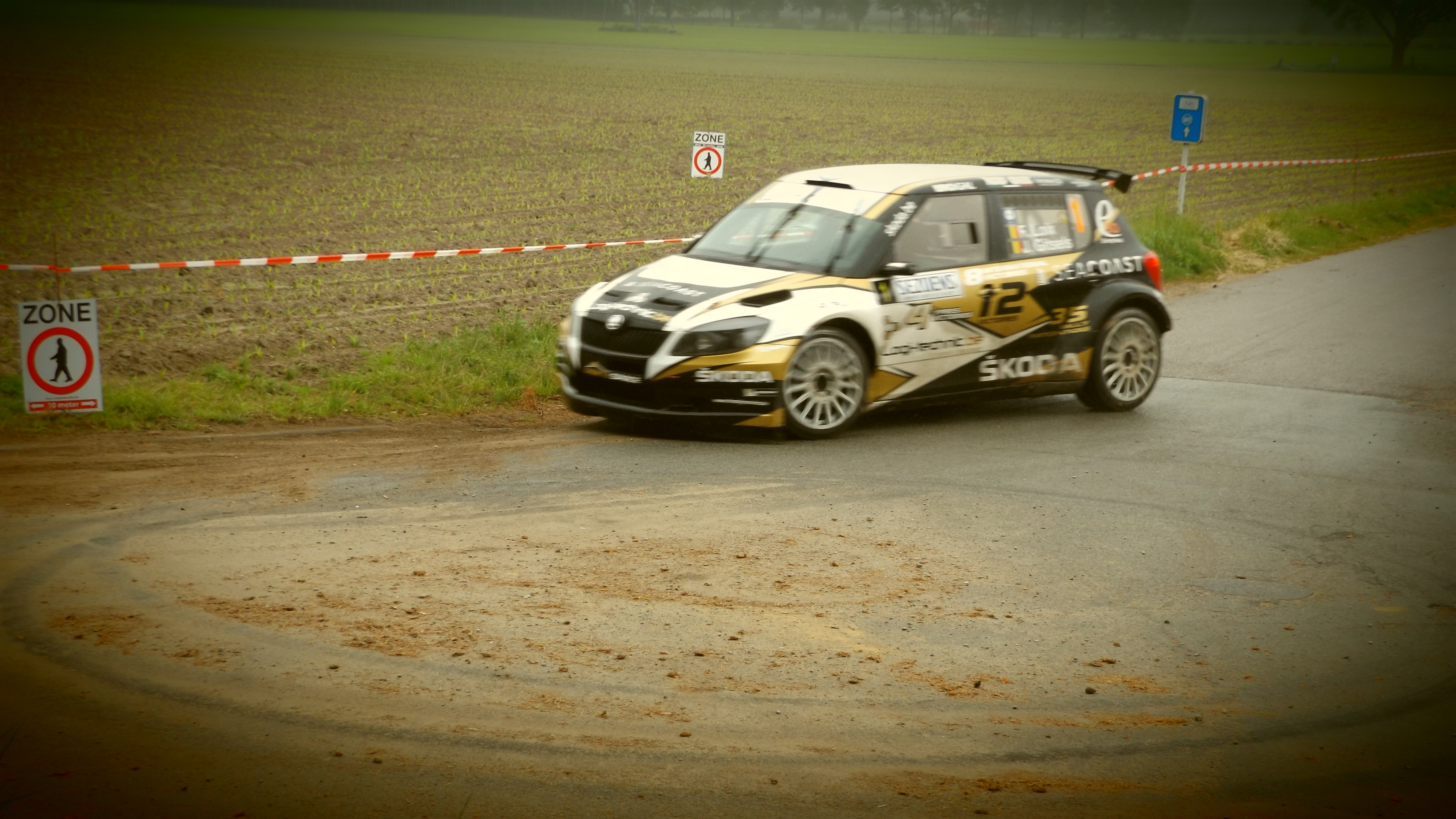
Skoda Fabia S2000 Sezoensrally 2015

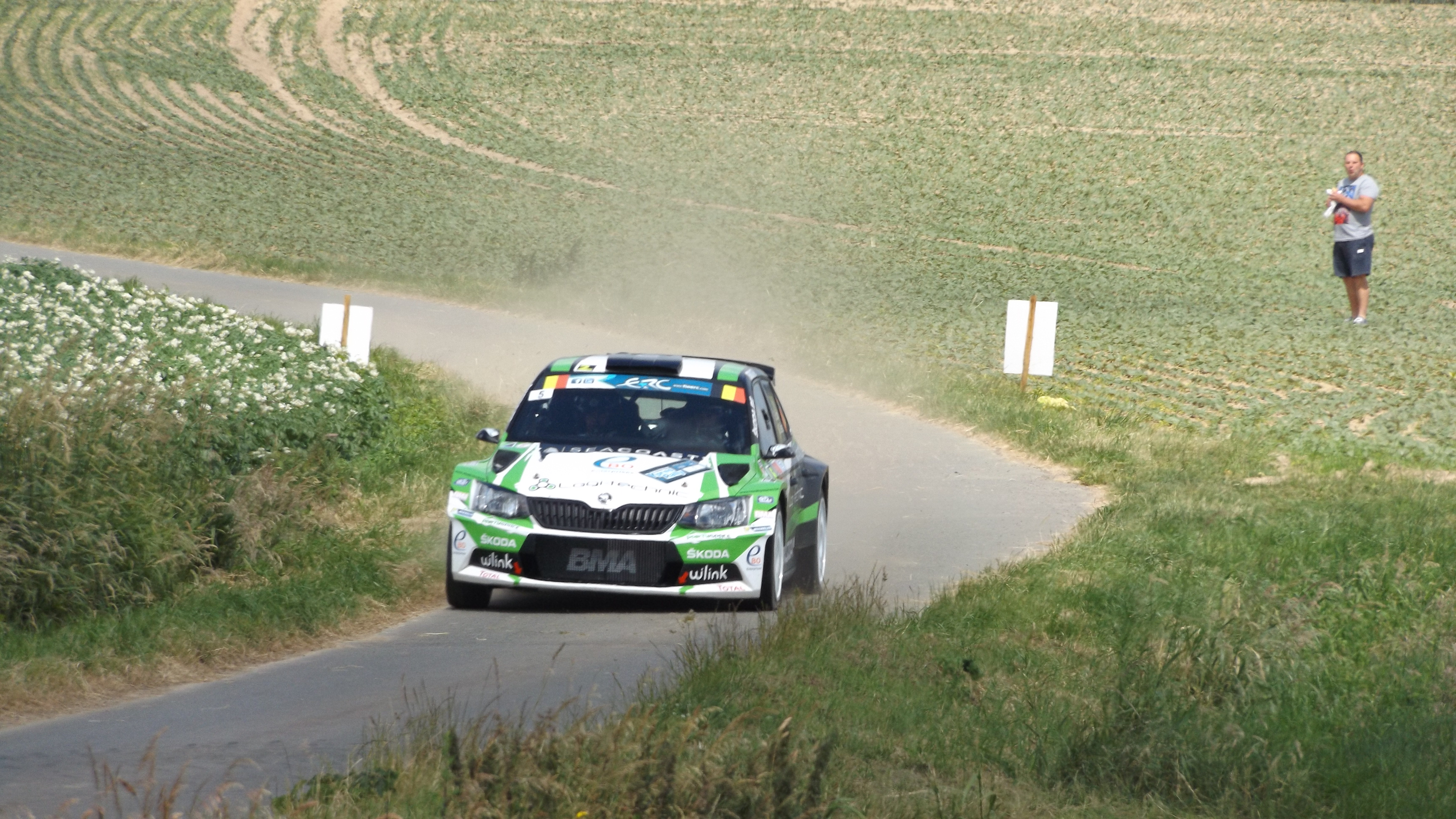
Skoda Fabia R5 Rally d'Ypres 2015

Freddy Loix est étroitement lié à la marque Skoda. Derrière le volant de la Skoda Fabia S2000, tantôt par le biais d'un team privé ou de l'usine même, puis de la Fabia R5, Freddy Loix remporte 21 victoires (dont six à Ypres et huit en IRC/ERC), huit secondes places et six troisièmes places. A cela viennent s'ajouter trois titres de Champion de Belgique des Rallyes, remportés au volant de la Skoda.

## Championnats de France et de Belgique des rallyes (2012-2016)

### 2012

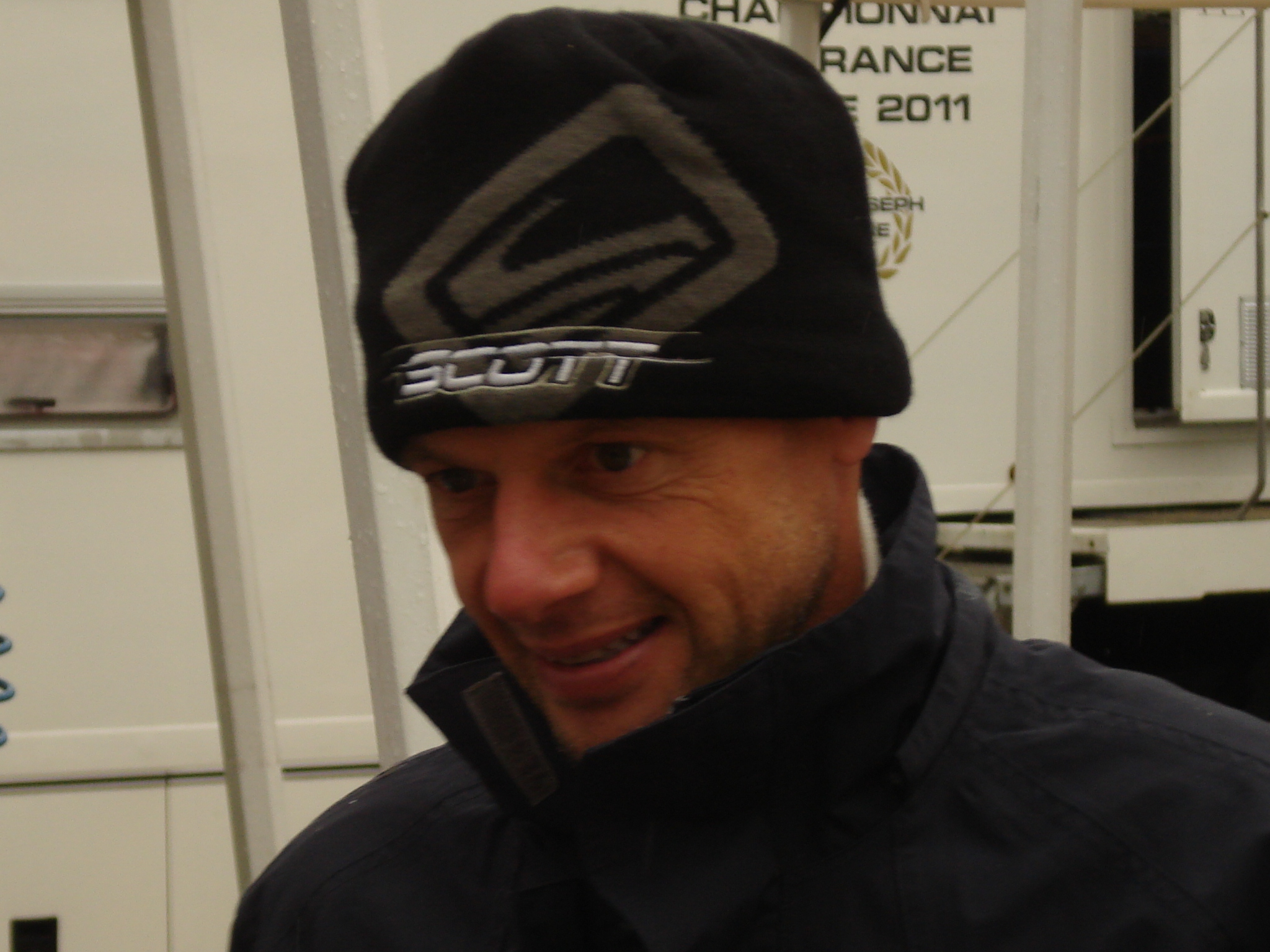
Freddy Loix au Rallye du Limousin 2012

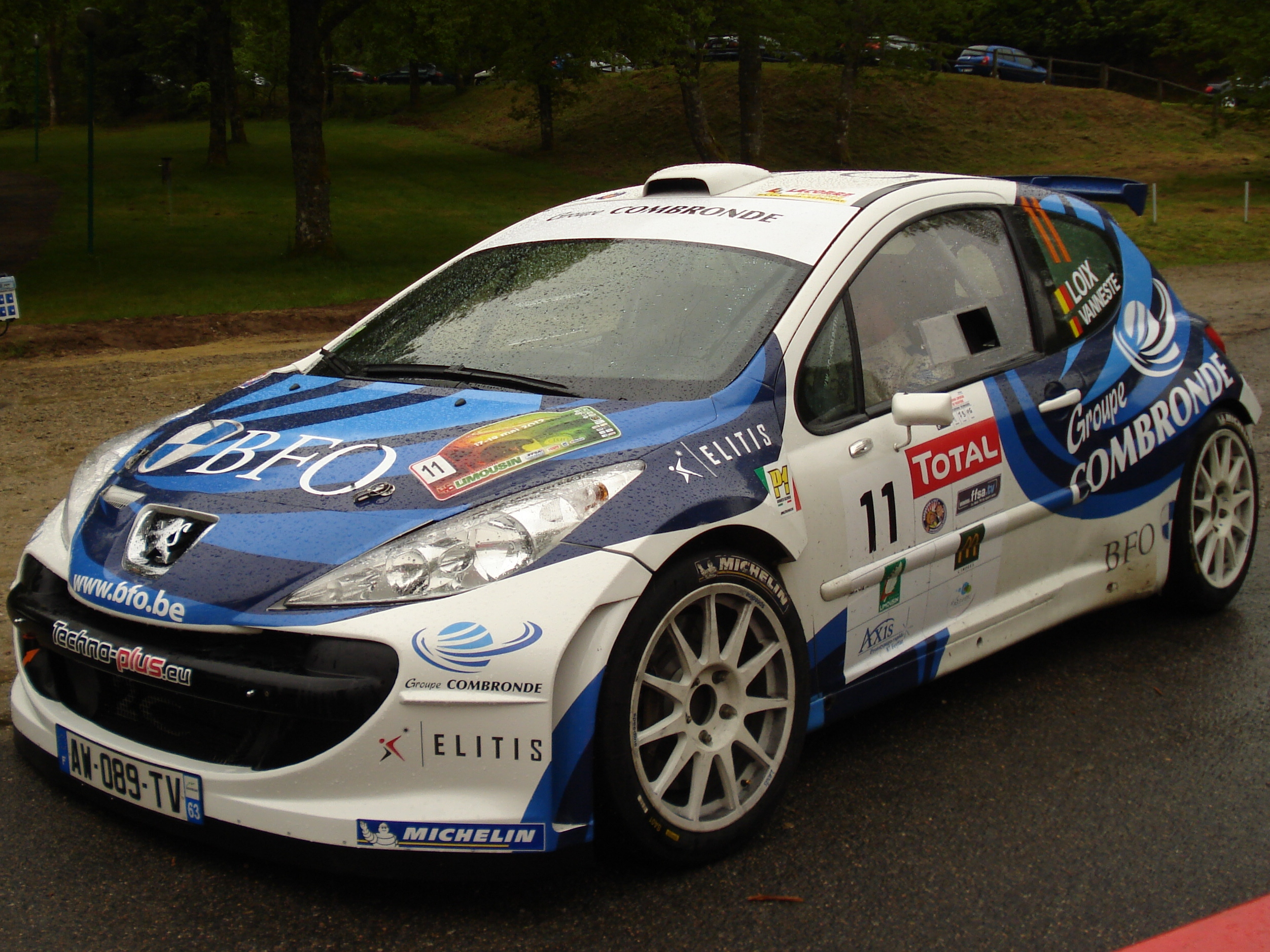
La 207 S2000 du Rallye du Limousin 2012

En 2012, il effectue un programme mixte entre la Belgique et la France. Il s'aligne au départ du Championnat de France au sein du team 2C Compétition. Sa copilote est Lara Vanneste et il dispose d'une Peugeot 207 S2000 et d'une Peugeot 307 WRC (une victoire au Rally van Staden) lorsque son coéquipier, Stéphane Sarrazin ne peut être présent du fait de son programme en endurance. À côté du championnat de France, il roule également aux Legend Boucles de Spa sur une Skoda 130R (abandon) ainsi que lors de quatre autres rallyes en Belgique (TAC Rally : 3e, Geko Rally van Wervik : Abandon, Belgium Geko Ypres Rally ; 2e et le Rallye van Staden; victoire).

### 2013
En 2013, il prend part au championnat de Belgique au volant d'une Ford Focus WRC du team 2C Competition. Son copilote est Frédéric Miclotte. Sa domination dans ce championnat est sans partage surtout lors des six premiers rallyes de la saison, qu'il mène de bout en bout au volant de la Ford Focus. À Ypres, il signe un 8e succès au volant de la Skoda Fabia Super2000 officielle. Freddy Loix devient Champion de Belgique sans même participer aux deux dernières épreuves du championnat. Il participe aux Rallye ORC Canal rally avec Gitsels sur une M3 E30 et aux 6 heures de Courtrai avec Cracco Pieter JM sur une Peugeot 208 mais abandonne à deux reprises.

### 2014
En 2014, il remet son titre de champion de Belgique en jeu au volant d'une Skoda Fabia S2000 avec le soutien de Skoda Belgique. Pour cette nouvelle saison, son copilote est Gitsels. Le duo retrouve sur sa route Kris Princen qui dispute également le championnat mais hors catégorie car il dispose d'une Subaru WRC S12 et les WRC ne marquent pas la totalité des points dans le décompte du championnat (Princen remportera cinq succès cette année-là).
Loix et Gitsels s'imposent au Haspengouw et à Ypres. Loix termine second au TAC Rally ainsi qu'au Sezoens et à l'Omloop Van Vlaanderen. Les rallyes de Wallonie et le Condroz se soldent par une troisième place. Loix et Gitsels remportent le titre de Belgique des Rallyes, tirant pleinement profit de la réglementation en vigueur mise en place par le R.A.C.B, le second titre pour Loix, le premier pour Gitsels.
Freddy Loix et son copilote Johan Gitsels ont participé en 2014 à sept épreuves, terminant sur le podium à chaque rallye. Au TAC Rally, au Sezoensrally et à l'Omloop van Vlaanderen, ils obtiennent le premier accessit. Au rallye de Wallonie ainsi qu'au Condroz, ils terminent à la troisième place.

### 2015
Freddy Loix et Johan Gitsels débutent la campagne 2015 par le Rallye de Haspengouw. Après les trois premières spéciales, le duo doit renoncer sur casse mécanique. Effectivement, après avoir entendu un bruit sourd, les mécaniciens constatent à l'assistance que le vilebrequin de la voiture est cassé et que celle-ci ne peut-être réparée, ce qui mène à l'abandon. À Spa, la fiabilité de la Skoda est au rendez-vous et malgré des temps serrés avec Princen et Cherain, Freddy Loix s'impose lors de cette première édition. Au Rally du TAC, 3e épreuve du championnat, grâce à un judicieux choix de pneus pluie, il relègue ses adversaires à plus de 50 secondes lors des premières spéciales de la journée. Les conditions climatiques s'améliorent et les R5 se rapprochent de la première place. Freddy Loix continue à attaquer et remporte une nouvelle victoire, la seconde de la saison.
Au rallye de Wallonie, 4e manche de la saison, Loix est dans le top 5 durant les trois jours de la compétition, se mêlant à la lutte avec Allart, Bouche et Cherain. Princen a, quant à lui, été contraint à l'abandon à la suite d'un écart hors de la route. Loix subit une crevaison, puis connait une frayeur lorsqu'il quitte la route dans la spéciale de Vedrin après que l'arrière de la Skoda ait décroché. La voiture décolle, glissant sur sa face avant, pour ensuite retomber sur ses roues. Le duo peut tout de même repartir. Avant l'entame de la dernière spéciale du dimanche, Loix compte 4,06 secondes de retard sur Cherain. Il finit par l'emporter pour 1,05 secondes sur celui-ci. Loix écopera d'une pénalité de 20 secondes pour un retard de pointage au parc fermé et rétrograde à la 4e place. Le pilote et Skoda Belgique introduisent une réclamation car ils expliquent ce retard par le fait qu'après avoir suivi le roadbook, ils s'étaient retrouvés coincés devant une barrière. Après délibération, la pénalité est ramenée à 10 secondes et Loix et Gitsels terminent second.
Le Sezoensrally, 5e manche du championnat, est, pour Loix et Gitsels, le dernier rallye au volant de la Skoda Fabia S2000. À partir du rallye D'Ypres, le duo étrennera la nouvelle Fabia R5.
Dès le début du rallye, Loix est dans le top 4, devancé par Van Woensel, Princen et à la lutte avec Verschueren. Loix finit par ravir la 3e place à Verschueren mais ne peut lutter à armes égales avec les deux premiers. Dans la dernière boucle, Princen doit renoncer sur souci mécanique (bris de transmission) et Van Woensel sort de la route, ce qui fait que Loix se retrouve en tête de la course, qu'il ne quittera plus pour remporter sa dernière victoire avec la Skoda Fabia S2000.
À Ypres, c'est la première apparition belge pour la nouvelle Skoda Fabia R5. Loix termine la journée de vendredi à la 5e place. Le samedi, Loix et son copilote accumulent les temps scratch. Loix tient le même rythme toute la journée, malgré les déboires de ses adversaires : sortie de route pour K. Abbring (DS) et Craig Breen (Peugeot), crevaison pour Stéphane Lefebvre (Peugeot) ainsi que Bryan Bouffier (DS), sans oublier le forfait de Kris Princen (Peugeot) pour raisons de santé. Le rallye bascule dans la spéciale de Westtouter à la suite de la crevaison de Bryan Bouffier, et Freddy Loix se présente sur la Grand Place de Ypres avec 2 min 09 s d'avance. Les deux dernières spéciales n'apportent pas grand chose de nouveau à part l'abandon de Romain Dumas sur sa Porsche. C'est la 10e victoire (record) de Loix à Ypres et par la même occasion le premier succès sur le sol belge de la Skoda Fabia R5.
Dix semaines après le Rallye d'Ypres, la plupart des pilotes se retrouvent pour la suite du championnat sur les terres de Roesellaere. Dès le vendredi, la lutte entre Loix et Princen est lancée. L'avantage est à Princen lors de l'entrée au parc fermé. Le samedi on voit Vincent Verschueren se mêler à la lutte, et la DS3 R5 de GoDrive semble même pouvoir se battre pour la victoire. Mais Verschueren est contraint à l'abandon à cause du moteur qui souffre de soucis de pression d'huile. Peu après, c'est au tour de Princen d'abandonner, au volant de la 208 T16, à la suite de soucis mécaniques. Loix peut alors gérer sa course, en contrôlant le deuxième, Duquesne au volant de sa Fiesta R6, à deux minutes. Loix remporte ainsi l'Omloop van Vlaanderen avec plus de trois minutes d'avance sur Duquesne et la DS3 WRC de Serderidis.
Après la victoire à l'Omloop, Loix et Gitsels se présentent au départ de l'East Belgian Rally. L'équipage se positionne régulièrement dans le top 5 des spéciales. Après les cinq première spéciales de la journée, Freddy Loix pointe à 1,2 seconde du leader et ce malgré une suspension trop souple. Lors de la 7e spéciale, il doit renoncer à la suite d'un problème de différentiel.
Malgré cet abandon l'équipage remporte le titre de Champion de Belgique 2015. L'équipage Loix - Gitsel ne participe pas au Condroz, dernière manche du championnat. Loix retrouvera le Team 2C Compétition lors du Rallye du Var. Il pilote une des nouvelles Fabia R5 et son copilote est Fréderic Miclotte. Le duo termine à la 4e place du classement général et second en catégorie R5.

### 2016
Pour la saison 2016, Skoda Belgique annonce début janvier que les objectifs de la saison sont le titre, une 11e victoire à Ypres et le titre constructeur. Pour atteindre ces objectifs, Skoda Belgique fait appel à 2C Compétition, qui alignera une de ses Skoda Fabia R5.
La Rallye d'Haspengouw est le premier rendez-vous de la saison 2016. Sur un parcours sec et ensoleillé, après les sorties de Steveny et de Serderidis, la lutte pour la victoire se déroule entre Chris Van Woensel, Kris Princen, Freddy Loix et Vincent Verschueren. Van Woensel, leader après la première boucle, doit laisser le leadership à la suite de problèmes de boîte de vitesses à Loix et Princen qui se disputaient le premier accessit. Loix s'élance dans la dernière boucle en position de leader, avec Princen à environ 5 secondes. Loix signe trois meilleurs temps sur quatre possibles et gagne avec seulement 10 secondes d'avance sur Princen.
Lors du Spa Rally, Freddy Loix confirme sa compétitivité. Il termine la première journée avec huit secondes d'avance, qu'il gardera durant toute la journée du samedi pour terminer avec 35 secondes d'avance sur Kris Princen. La 3e place revient à Vincent Verschueren qui a devancé Xavier Bouche. Pilotant chacun une Skoda Fabia R5, ceux-ci ne purent pas suivre le rythme imposé par Loix.
Au départ de la 3e manche du championnat, au TAC Rally, Freddy Loix est en seconde position à la suite d'un mauvais choix de pneumatiques après la première journée. Pendant la journée, Loix revient à deux secondes de Princen au classement général. Lors de la troisième boucle, Freddy Loix réalise tous les temps scratch et remporte le TAC 2016 avec 6,7 d'avance sur Princen et Demaerschalk.
Quatrième rendez-vous du championnat, le rallye de Wallonie présente un plateau riche en R5 et autres WRC. Freddy Loix, outre ses adversaires réguliers, se trouve également à la lutte avec François Duval. Ce dernier, sur une DS3, prend assez rapidement la tête du rallye dès le vendredi soir à la citadelle, suivi par Princen et Loix. Le samedi matin, Princen part à la faute et doit abandonner, laissant la seconde place à Loix à 30 secondes de Duval. Le samedi après-midi, Loix, emmenant Bouche, Verschueren, Duilley et les autres pilotes derrière, refait une partie de son retard sur Duval mais sans vraiment l'inquiéter. Lors de la 17e spéciale (Vedrin), se déroulant en début de soirée, Duval sort de la route et abandonne laissant ainsi la tête à Freddy Loix devant Bouche, relégué à 51 secondes, et Verschueren à 54 secondes. Lors de la troisième journée, Loix peut gérer son avance, réalisant un seul scratch et s'adjugeant une quatrième victoire consécutive au championnat.
La cinquième manche du BRC se déroule dans la région de Bocholt, au Sezoensrally. À l'entame de la 1re boucle de cette 40e édition, Freddy Loix ouvre la route. Il aligne des chronos lui permettant de reléguer ses poursuivants à plusieurs secondes. Freddy Loix s'impose avec 50 secondes d'avance sur Kris Princen, une nouvelle fois dauphin, sur une Peugeot 208 T16.
Lors de la 6e manche du BRC, Freddy Loix et Gitsels sont au départ du Rallye d'Ypres, qu'il a déjà remporté dix fois. Loix laisse ses adversaires prendre des initiatives mais également des risques. Bouffier est trahi par la transmission de sa DS3 R5. Peu après, c'est au tour de Stéphane Lefevbre de baisser les armes. Loix remonte petit à petit au classement, profitant encore des erreurs commises par ses adversaires et s'impose pour la 11e fois devant Kris Princen et Vincent Verschueren sur Skoda Fabia R5.
Absents à l'Omloop Van Vlaanderen, Loix et Gitsels se présentent au départ de l'East Belgian Rallye, 8e et avant dernière manche du championnat. Lors de ce rallye, Freddy Loix écope d'une pénalité de 30 secondes car il s'est présenté trop tard au départ de la spéciale et est donc éliminé de la course à la victoire.
L'East Belgian rally (BRC) est le dernier rallye pour Freddy Loix et Johan Gitsels qui n'ont pas disputé le Rallye du Condroz (comme souvent au cours des dernières années). En effet, maintenant que le titre constructeurs est acquis pour Skoda, les objectifs du début de saison sont tous atteints : un quatrième titre, une onzième victoire à Ypres et le titre des constructeurs.
Le lundi 14 novembre 2016, Freddy Loix annonce qu'il met un terme à sa carrière de pilote professionnel après 27 années.

## Retour à la compétition

### 2019
Freddy Loix reprend le volant d'une Toyota Celica GT-4 (ST-165) lors des Legend Boucles de Bastogne en voiture de démonstration.
Plus tard dans la même année, c'est accompagné de Pieter Tsjoen en tant que copilote que Loix participe au Rallye de Wervik au volant d'une Skoda Fabia R5. Le duo termine en 3e position. Le duo se reforme pour le Rallye d'Ypres et termine à la 4e place. Freddy Loix participe encore aux 6 heures de Courtrai avec Claerhout Jochen sur une Porsche 911 GT3 Cup, et termine à la 15e place.

### 2021
Loix n'effectue pas de rallyes en 2020, mais en 2021 il obtient une 2e place aux 6 heures de Courtrai avec Pieter Tsjoen au volant d'une Skoda Fabia Evo2.

### 2022
Pour l'année 2022, Freddy Loix et Pieter Tsjoen (toujours sur la Skoda Fabia du PTR Racing) participent à des rallyes du WRC, sans ambitions affichées. Au Rallye Monte Carlo, ils terminent  24e au classement général. Lors du Rallye de Sardaigne ils terminent 17e et premiers en WRC2 Masters (pilotes de plus de 50 ans).
Au Rallye de Finlande, le duo termine 20e et remporte pour la seconde fois le WRC2 Master.
Au Rallye d'Ypres qui figure au calendrier WRC, ils terminent en 17e position derrière les WRC d'usine, mais seconds en WRC2 Masters et premiers en Master Cup.
Le duo renoue avec la victoire lors du Aarova Rallye. Le duo a pris la tête de la première spéciale et ne l'a plus lâchée. Pour la première fois depuis sa 11e victoire à Ypres 2016, Freddy Loix monte de nouveau sur le podium. La Skoda Fabia est ici chaussée en pneus Michelin et non plus en Pirelli,.
Ils terminent leur saison 2022 par une 3e place au Rallye International du Valais.

### 2023
Le duo commence l'année 2023 au Rallye de Wervik au volant d'une Skoda Fabia Evo 2, et termine à la seconde place.
Le rallye d'Ypres, qui a retrouvé le championnat ERC pour l'année 2023, accueille le tandem Loix-Tsjoen sur une Skoda Fabia, mais cette fois dans sa version RS Rally 2. Une crevaison vient stopper leur élan alors que le duo se battait pour une place sur le podium et étaient même premiers Belges. Ils terminent dixièmes et remportent malgré tout quatre spéciales.
Lors de l'Aarova Rallye, ils remportent 11 spéciales au volant de leur Fabia RS Rally 2. Premier leader avant d’être dépassé par Niels Reynvoet dans l’ES3, Freddy Loix subit une crevaison dans la cinquième spéciale lui coûtant une trentaine de secondes. Reynvoet n’avait dès lors plus qu’à gérer son avance pour remporter son premier succès national aux volant de sa Citroën C3 de chez DG Sport. Cependant, il sort de la route lors du dernier passage dans la spéciale de Frasnes-les-Avaing. Loix reprends les commandes et impose pour la première fois la nouvelle Skoda Fabia PTR.
Début septembre, Loix et Tsjoen participent au championnat de France Asphalte au volant d'une Alpine A110 Rally RGT. Après la première spéciale, ils se situent aux alentours de la trentième place avant de descendre à la trente-cinquième à la fin de la seconde étape. Ils se reprennent et finissent par remonter à la dix-septième place finale.
Loix et Tsjoen s'alignent ensuite en Espagne au Rallye La Nucía-Mediterráneo et retrouvent pour cette occasion leur Skoda Fabia RS, qu'ils amènent à la sixième place.

### 2024
Loix et Tjoen prennent part au Rallye de Wervik avec une nouvelle monture. En effet, ils délaissent la Skoda Fabia pour une nouvelle Toyota Yaris GR Rallye 2. Cette voiture, animée par un 3 cylindre de 1,6 de cylindrée, fait ainsi une première apparition en Belgique.
Le duo a pu essayer la voiture en marge du rallye de Croatie sur invitation du directeur du Gazoo Racing Team, Jari-Mati Latvala, mais manquait malgré tout de temps de roulage à son volant, et donc de temps d'adaptation à un 3 cylindres, dont la conduite et le comportement sont fort différents de ceux d'une 4 cylindres.
Démarrant prudemment, ils prennent peu à peu leurs marques, se positionnant en top 4 dans les quatre premières spéciales. Lors de la spéciale n°5, ils se retrouvent sans freins et glissent à grande vitesse hors de la route. Aucun dégât à la voiture n'est observé, et après un passage à l'assistance, ils repartent. Ils terminent hors classement
Au Rallye d'Ypres Loix et Tsjoen s'alignent également sur la Yaris Rally2. Ils terminent à la 6ème place après avoir subi une crevaison.

## Palmarès

### Titres et classements
- Champion de Belgique des conducteurs: 1997, 1998 et 2010;
- Vice-champion de l'Intercontinental Rally Challenge 2008;
- Quadruple champion de Belgique des Rallyes: 2013, 2014, 2015 et 2016;
- Double vice-champion de Belgique: 2007 et 2010;
  - 3e de l'Intercontinental Rally Challenge: 2009;
  - 3e du championnat de Belgique: 1994;
  - 4e de l'Intercontinental Rally Challenge: 2010 et 2011.

### Championnat du Monde

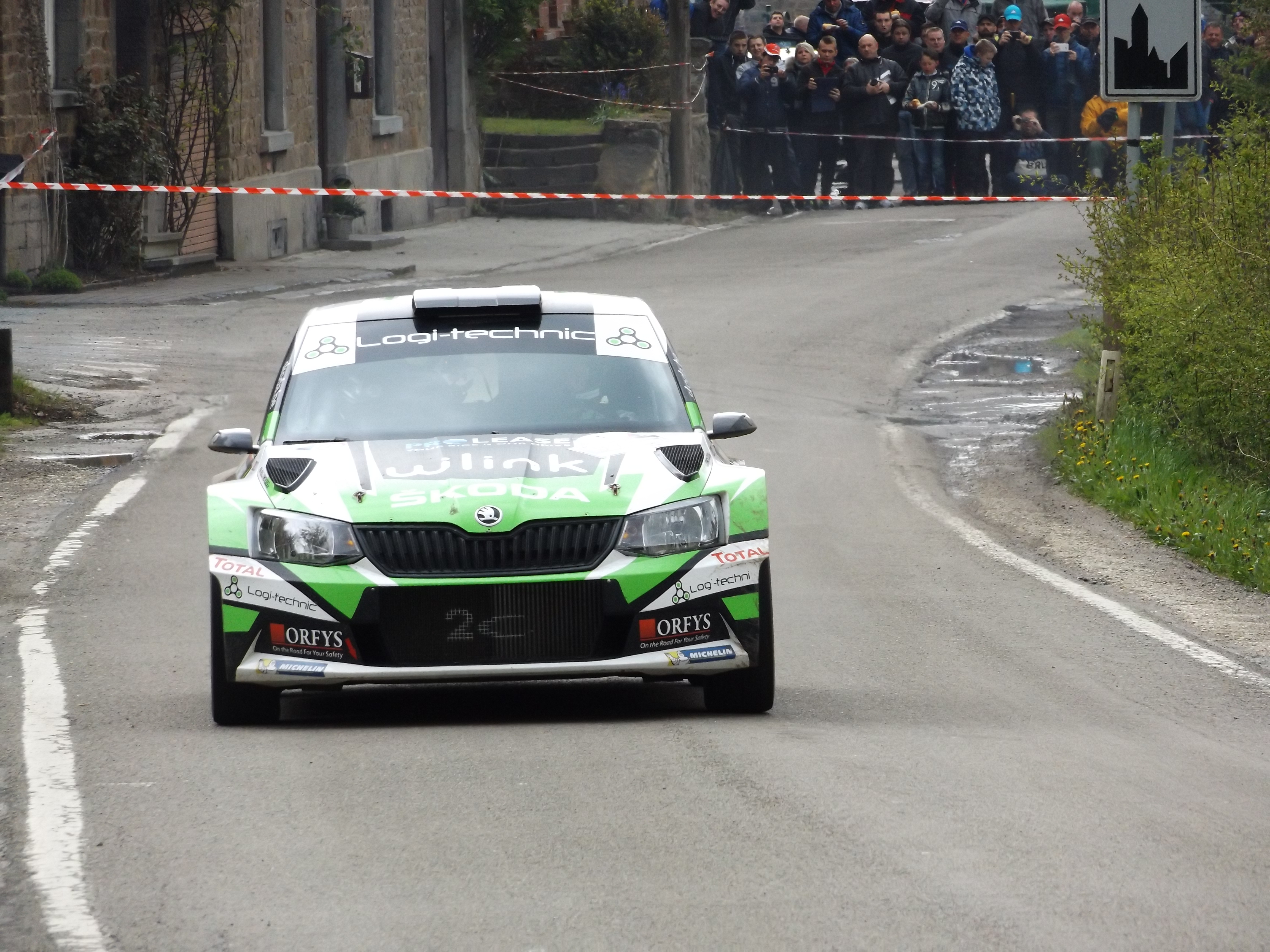
Wallonie 2016

| Résultat | Année | Rallye                 | Voiture               |
| -------- | ----- | ---------------------- | --------------------- |
| 2        | 1996  | TAP Rallye de Portugal | Toyota Celica GT-Four |
| 2        | 1997  | TAP Rallye de Portugal | Toyota Celica GT-Four |
| 3        | 1998  | TAP Rallye de Portugal | Toyota Corolla WRC    |
| 2        | 1998  | Rallye Catalunya       | Toyota Corolla WRC    |

### 43 Victoires hors Championnat du Monde
| Résultat | Année | Rallye                                   | Voiture                 |
| -------- | ----- | ---------------------------------------- | ----------------------- |
| 1        | 1996  | Ypres Westhoek Rally                     | Toyota Celica GT-Four   |
| 1        | 1996  | Rallye du Condroz-Huy                    | Toyota Celica GT-Four   |
| 1        | 1997  | Ypres Westhoek Rally                     | Toyota Celica GT-Four   |
| 1        | 1998  | Rallye des Hautes-Fagnes                 | Toyota Corolla WRC      |
| 1        | 1998  | Ypres Westhoek Rally                     | Toyota Corolla WRC      |
| 1        | 1998  | Lotto Bianchi Rally                      | Toyota Corolla WRC      |
| 1        | 1999  | Ypres Westhoek Rally                     | Mitsubishi Lancer Evo 6 |
| 1        | 2003  | Rallye du Condroz-Huy                    | Peugeot 206 WRC         |
| 1        | 2004  | ADAC Eifel Rallye                        | Peugeot 206 WRC         |
| 1        | 2005  | Rally van Haspengouw                     | Peugeot 206 WRC         |
| 1        | 2007  | TAC Rally                                | VW Polo S2000           |
| 1        | 2008  | East Belgian Rally                       | Peugeot 207 S2000       |
| 1        | 2008  | Ypres Westhoek Rally (5 - alors record)  | Peugeot 207 S2000       |
| 1        | 2008  | Barum Rally Zlin                         | Peugeot 207 S2000       |
| 1        | 2008  | Rallye du Valais                         | Peugeot 207 S2000       |
| 1        | 2010  | Rally de Madère                          | Skoda Fabia 2000        |
| 1        | 2010  | Geko Belgium Rally D'Ypres               | Skoda Fabia S2000       |
| 1        | 2010  | Rally de Barum                           | Skoda Fabia S2000       |
| 1        | 2010  | Rally du Condroz                         | Skoda Fabia S2000       |
| 1        | 2011  | Rally Van Staden                         | Škoda Fabia S2000       |
| 1        | 2011  | Rally Bohemia                            | Skoda Fabia S2000       |
| 1        | 2011  | Geko Ypres Rally                         | Skoda Fabia S2000       |
| 1        | 2012  | Rally Van Staden                         | Peugeot 307 WRC         |
| 1        | 2013  | Rally de Wallonie                        | Ford Focus WRC          |
| 1        | 2013  | TAC Rally                                | Ford Focus WRC          |
| 1        | 2013  | Rally van Haspengouw                     | Ford Focus WRC          |
| 1        | 2013  | Sezoens Rally                            | Ford Focus WRC          |
| 1        | 2013  | Geko Ypres Rally                         | Skodia Fabia S2000      |
| 1        | 2013  | Omloop van Vlaanderen                    | Ford Focus WRC          |
| 1        | 2014  | Rally van Haspengouw                     | Skoda Fabia S2000       |
| 1        | 2014  | Geko Ypres Rally                         | Skoda Fabia S2000       |
| 1        | 2015  | Spa Rally                                | Skodia Fabia S2000      |
| 1        | 2015  | TAC Rally                                | Skoda Fabia S2000       |
| 1        | 2015  | Sezoensrally                             | Skoda Fabia S2000       |
| 1        | 2015  | Kenotek Rally Ypres (10 - Record absolu) | Skodia Fabia R5         |
| 1        | 2015  | Omloop van Vlaanderen                    | Skoda Fabia R5          |
| 1        | 2016  | Rally van Haspengouw                     | Skoda Fabia R5          |
| 1        | 2016  | Spa Rally                                | Skoda Fabia R5          |
| 1        | 2016  | TAC Rally                                | Skoda Fabia R5          |
| 1        | 2016  | Rally de Wallonie                        | Skoda Fabia R5          |
| 1        | 2016  | Sezoensrally                             | Skoda Fabia R5          |
| 1        | 2016  | Kenotek Rally Ypres (11 - Record absolu) | Skoda Fabia R5          |
| 1        | 2022  | Aarova Rallye                            | Skoda Fabia Evo2        |
| 1        | 2023  | Aarova Rallye                            | Skoda Fabia Rally2      |

### 7 victoires enIntercontinental Rally Challenge
- 2008: Rallye d'Ypres;
- 2008: Rallye de Tchéquie;
- 2008: Rallye du Valais;
- 2010: Rallye d'Ypres;
- 2010: Rallye de Madère;
- 2010: Rallye de Tchéquie;
- 2011: Rallye d'Ypres;

### 11 victoires enChampionnat d'Europe des rallyes
- 1996: 24 Heures d'Ypres;
- 1996: Rallye du Condroz;
- 1997: Rallye d'Ypres;
- 1998: Rallye des Hautes-Fagnes;
- 1998: Rallye d'Ypres;
- 1999: Rallye d'Ypres;
- 2003: Rallye du Condroz;
- 2013: Rallye d'Ypres;
- 2014: Rallye d'Ypres;
- 2015, Rallye d'Ypres
- 2016: Rallye d'Ypres

### 1 victoire enChampionnat d'Asie-Pacifique des rallyes
- 1998: Rallye d'Australie;

### 1 victoire enChampionnat d'Allemagne des rallyes
- 2004: Rallye de l'Eifel.

## Distinctions
- Champion de Belgique des conducteurs, titre décerné par le Royal automobile Club de Belgique (RACB): 1997, 1998 et 2010.
- Le 17 décembre 2015, il reçoit l'Honorary Mention par le RACB pour l'ensemble de sa carrière.